# Sociedad Deportiva Huesca
La Sociedad Deportiva Huesca, S. A. D. es un club de fútbol español de la ciudad de Huesca, en Aragón. Fue fundado en 1960 y actualmente juega en la Segunda División Española. Disputa sus partidos de local en el Estadio El Alcoraz, que cuenta con una capacidad para 9128 espectadores.

## Historia

### Antecedentes
Antes de su fundación, existieron en la ciudad otros equipos fútbol. Entre los más exitosos estaban el Club Deportivo Huesca, que fue campeón de España de aficionados en 1931 y su heredero, la Unión Deportiva Huesca, que militó tres temporadas en Segunda División en los años 1950. Este último desapareció en 1956.

### Primeros años
A partir de estos dos conjuntos, el 31 de marzo de 1960 la Sociedad Deportiva Huesca comenzó a competir en categoría regional, pero en su primera temporada ya logró el ascenso a Tercera División. Durante los siguientes años de esta década compitió en la que era, por aquel entonces, la categoría de bronce del fútbol español, sin conseguir el ascenso a Segunda División, a pesar de jugar la promoción de ascenso a ésta durante cuatro temporadas (1963, 1965, 1967 y 1968).
Su debut en la Copa del Rey (por aquel entonces Copa del Generalísimo) se produjo en la temporada 1969/70 contra el Club de Fútbol Lloret cayendo eliminado por este en primera ronda.

### Década de 1970
La temporada 1971/72 logró su primer título nacional, el Campeonato de España de Aficionados, al vencer en la final al Deportivo Aragón. Durante esta campaña se produjo la inauguración del nuevo campo de fútbol de El Alcoraz, justamente al enfrentarse con el mismo Deportivo Aragón, el día 16 de enero de 1972, con victoria por 2-1 para los oscenses.
Sin embargo no durarían demasiado las alegrías, dado que la siguiente temporada supone un paso atrás con el descenso a la Preferente de Aragón, en la que afortunadamente permanece solo una temporada al ser campeón y volver a la Tercera División de España. En esta década solo compitió en una promoción de ascenso a Segunda División, cayendo eliminado por el Sant Andreu catalán en la edición de 1976. El debut en la Segunda División B del equipo se produjo en la temporada 1977/78, nada más inaugurarse la categoría de nueva creación.

### Década de 1980
Desde su ascenso a la nueva división del fútbol español en 1977, no dejó la categoría hasta la temporada 1983/84, en la que cuajó su peor clasificación siendo penúltimo del Grupo I. No conseguiría volver a la mencionada categoría durante estos años, a pesar de jugar dos promociones para su retorno las dos temporadas siguientes a su descenso.

### Década de 1990
Sin embargo, nada más empezar los noventa para la temporada 1990/91 vuelve a la Segunda División B, no por mucho tiempo ya que solo permanecería otra campaña más hasta un nuevo descenso a la Tercera División de España. Tres temporadas después vuelve a ascender de nuevo a Segunda B con mismo resultado en el tiempo, otras dos campañas en esta categoría y vuelta a Tercera, sin conseguir afianzarse en las categorías nacionales todavía.

### Década de 2000
Volvería a Segunda B en 2001, pero cuajando de nuevo su peor clasificación en la categoría de bronce, con un penúltimo puesto en su grupo. Así pues, en Tercera División permanecería dos temporadas, siendo las últimas que ha competido el Huesca en su historia hasta la fecha, volviendo a Segunda B para la temporada 2004/05.
En 2006 fue subcampeón de la Copa Federación de fútbol con Miguel Ángel Sola y Roberto Cabellud a su cargo técnico, cayendo derrotado en la final frente a la Unión Deportiva Puertollano. Esta misma temporada el equipo se salvó del descenso a Tercera División en un dramático play-off de descenso ante el Castillo Club de Fútbol.
Las dos siguientes temporadas fueron la sorpresa de la categoría al ser subcampeones de grupo consecutivamente, con el ansiado ascenso al profesionalismo del fútbol español 48 años después de su fundación.

#### Ascenso a Segunda
En la temporada 2007/08, consigue el ascenso a la Segunda División. En esta temporada contó con dos entrenadores: Manolo Villanova, que a falta de unas jornadas para el final de la campaña sería fichado por el Real Zaragoza junto a Roberto Cabellud. Onésimo Sánchez fue el elegido para reemplazarle y junto con Carlos Hugo García Bayón, certifica el ascenso del Huesca frente al Écija Balompié en la eliminatoria final a doble partido.

#### Temporada 2008-09: Estreno en la categoría de plata

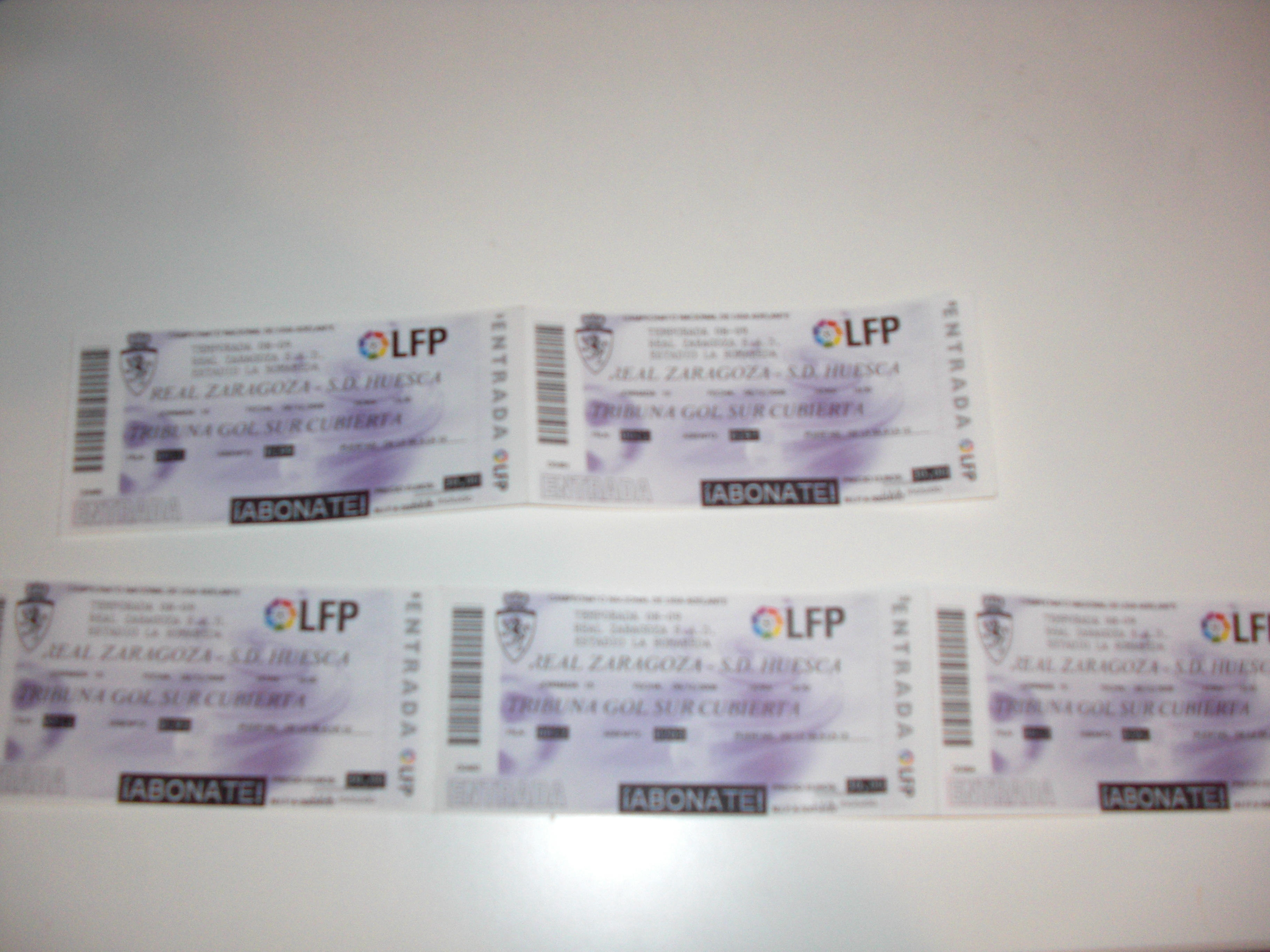
Entradas de la temporada 2008-09 para un partido vs. Real Zaragoza.

Tras realizarse algunos descartes y confirmarse que no iba a continuar el técnico del ascenso, Onésimo Sánchez, el club contrata a Antonio Calderón como entrenador con el que debutaría el equipo en Segunda División, además regresa el preparador físico Roberto Cabellud.
Su debut en la Liga Adelante se produjo, como local, frente al C. D. Castellón. El partido finalizó con empate a dos goles, siendo Rubén Castro quien lograba el primer gol en la categoría del plata para los azulgranas. La primera victoria no tardó mucho en llegar, se produjo en la tercera jornada, disputada en El Alcoraz frente a la S.D. Eibar. El primer triunfo fuera de casa lo consiguió al derrotar al Alicante CF por 1 - 3 en el estadio Rico Pérez. El 9 de mayo se celebró en el estadio de El Alcoraz el llamado derbi aragonés, enfrentamiento entre la Sociedad Deportiva Huesca y el Real Zaragoza, cuyo último precedente databa de 1951. Tras 42 jornadas disputadas, la liga terminó con la SD Huesca en decimoprimera posición de la Liga Adelante, con un bagaje de 13 victorias, 14 empates y 15 derrotas, lo que sumaban 53 puntos al finalizar el campeonato. Cabe destacar la pareja de delanteros del club oscenses Rubén Castro y Roberto, que marcaron 14 y 11 goles respectivamente.

#### Temporada 2009-10: Constitución de la SAD
En agosto de 2009 se termina el proceso de conversión del club en Sociedad Anónima Deportiva, proceso de obligado cumplimiento para poder competir en categorías profesionales. En la primera junta de accionistas se produce un relevo en la presidencia de la entidad, el exfutbolista Fernando Losfablos sustituye a Armando Borraz, que pasaría a ocupar la presidencia de la Fundación El Alcoraz, máxima accionista del club.
Esta nueva campaña, segunda consecutiva en la Liga Adelante comienza con la marcha de un gran número de jugadores que conformaron la plantilla el año anterior, bien porque finalizaban sus contratos con el conjunto altoaragonés, o bien porque terminaban los periodos de cesión y tenían que volver a sus clubes de origen.

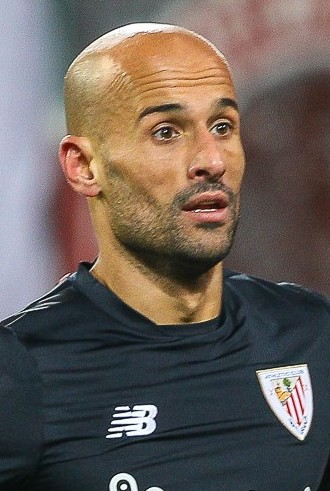
Mikel Rico, jugador vizcaíno que estuvo durante dos etapas en el club.

Víctor Pérez y Dani Hernández fueron las dos primeras incorporaciones en confirmarse durante el mercado estival, posteriormente se sumaría Mikel Rico quien ya había vestido la elástica azulgrana en la temporada del ascenso y otro viejo conocido como Vicente Pascual, que había jugado en la capital oscense cinco temporadas atrás. A ellos se irían uniendo varios jugadores más, entre los que destacaban el veterano delantero Moisés García León, el central italo-argentino Daniel Mustafa, el delantero brasileño Reinaldo o el defensa cedido por el Osasuna, Ion Echaide que llegaría para cumplir la primera de sus tres etapas en la Sociedad Deportiva.
En el aspecto deportivo, el club oscense comenzó la Liga Adelante en el siempre complicado Martínez Valero de Elche, dónde el club dirigido por Antonio Calderón se impuso por cero goles a dos a los locales, tantos conseguidos por dos de las nuevas incorporación para esta campaña, Mikel Rico y Borja Rubiato. 
En el mercado de invierno se produjeron tres salidas inesperadas, en primer lugar el Osasuna repescó a Echaide, Mustafa fue apartado del equipo por indisciplina al incorporarse una semana tarde a los entrenamientos, después de las vacaciones de Navidad y por último Reinaldo tampoco se incorporó a los entrenamientos y negoció su salida desde Brasil. En el último día del mercado de fichajes invernal el club incorporó al brasileño Gilvan Gomes Vieira que estuvo dos semanas a prueba. 
El conjunto altoaragonés certificó su permanencia en la categoría de plata del fútbol español en la última jornada del campeonato en el partido que disputó en Balaídos contra el Celta de Vigo y que acabó con victoria oscense por cero goles a uno, obra de Mikel Rico. Así, la SD Huesca finalizó la liga en decimotercera posición con 52 puntos y un bagaje de 12 victorias, 16 empates y 14 derrotas, con 36 goles a favor y 40 en contra.

### Década de 2010

#### Temporada 2010-11: Vuelta de Onésimo

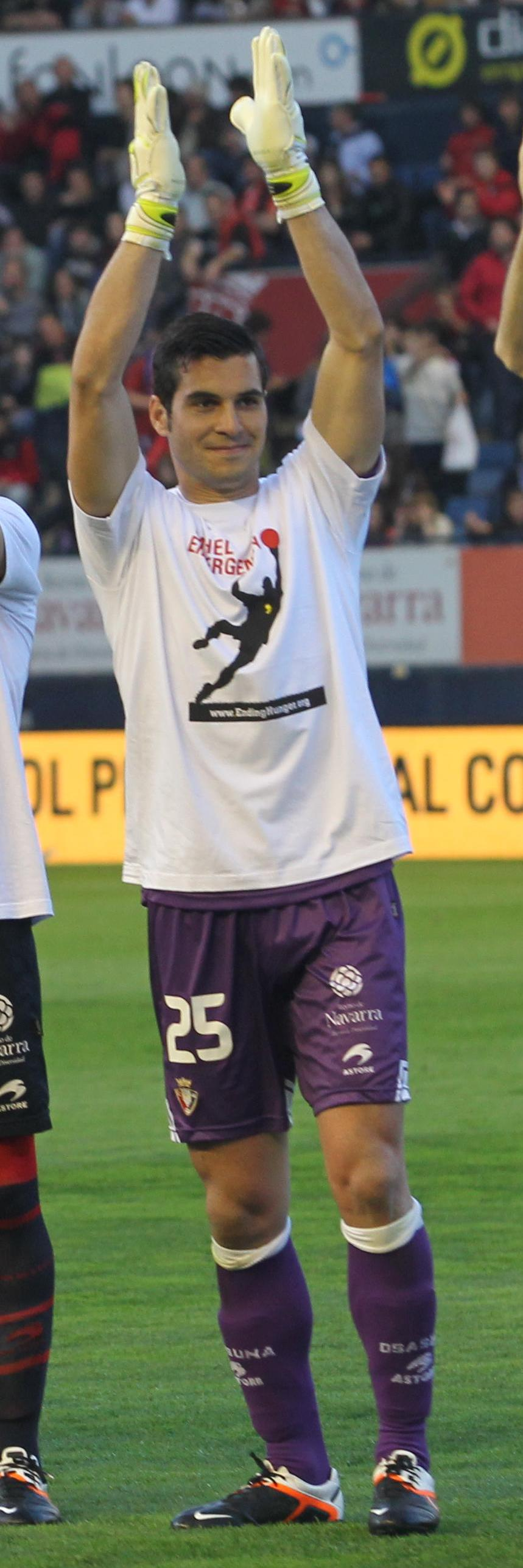
Andrés Fernández, elegido mejor portero y Trofeo Zamora de la Segunda División de España 2010-11.

La confección de la plantilla con la que competiría un nuevo curso en la Liga Adelante se estrena con la renovación de Gilvan Gomes tras sus buenas actuaciones en la segunda vuelta del pasado campeonato y la de varios buques insignia del vestuario, Luis Helguera, Joaquín Sorribas y Sebastián Corona. Al frente del banquillo Onésimo Sánchez vuelve al club después de tres años de la consecución del ascenso, una vez se confirma la marcha de Antonio Calderón al Albacete Balompié.
La firma de un convenio de colaboración con el C. A. Osasuna, permite que cinco jugadores de la escuadra navarra desembarquen en el Alcoraz Jokin Esparza, Jorge Galán, Óscar Vega, Jon Echaide y Andrés Fernández. Se refuerza la portería con el oscense Jesús Cabrero y las demás líneas del campo con otros futbolistas como David Bauzá, Francisco Molinero, Alberto Marcos o Marco Navas.
En el capítulo de salidas, uno de los fijos, Mikel Rico, es traspasado al recién ascendido Granada a cambio de 600 000 euros, en la que sería la mayor venta de la sociedad hasta ese momento.
Al término de la competición, Andrés Fernández sería galardonado con el Trofeo Zamora, que le acredita mejor portero de la categoría.

#### Temporada 2011-12: Royo y Quique Hernández
En la cuarta campaña de la entidad en la categoría del fútbol español, el monegrino Ángel Royo era anunciado nuevo entrenador, entrenador que debutaba en categoría profesional después de una dilatada experiencia en clubes regionales y haber ejercido como segundo de Onésimo Sánchez la temporada anterior. 
En el mercado estival se decide aúnar fichajes jóvenes como David Vázquez, Ekhi Senar, Manu Molina, Javi Martínez, Toni Sánchez o la vuelta, esta vez en propiedad de Jokin Esparza con fichajes más veteranos y de cierto renombre entre los que cabe destacar Rafel Sastre, Josetxo, Bernardo o Rafael Clavero.
En lo deportivo, tras un complicado comienzo que dejó al Huesca antepenúltimo en la clasificación y le costó el puesto a Ángel Royo en la octava jornada, la llegada de Quique Hernández y la profunda reestructuración que sufre la plantilla durante el mercado invernal, en la cual se incorporan seis nuevos integrantes, permitió al cuadro oscense salir de la zona caliente pasados dos tercios de la temporada para terminar salvando la categoría con suficiencia.

#### Temporada 2012-13: Descenso inevitable
La quinta temporada en la Liga Adelante se inicia con la salida Quique Hernández y el regreso de un viejo conocido de la afición oscense, Fabri González, que ya había estado al frente del banquillo altoaragonés durante unas semanas en el año 2005. El entrenador gallego dimitiría durante la pretemporada alegando problemas personales  y era suplido por Antonio Calderón para quien también sería su segunda etapa a cargo de la entidad. La situación deportiva es mala y se decide relevar al técnico gaditano en primer lugar por Ángel Royo de manera interina y posteriormente por Jorge D'Alessandro hasta final de temporada. La Sociedad Deportiva Huesca acabaría consumando la pérdida de la categoría en la última jornada liguera.

#### De nuevo en Segunda B
La vuelta a la Segunda B se inicia con el objetivo de volver esa misma temporada a la categoría perdida el año anterior, para lo cual se contrata al técnico aragonés Pablo Alfaro para hacerse cargo del equipo.
Transcurridas las primeras cinco jornadas de la competición, habiendo sumado únicamente cuatro puntos, Pablo Alfaro es cesado y se contrata a David Amaral para tomar las riendas del equipo. En marzo el entrenador canario es sustituido por David Navarro, quien hasta entonces dirigía al filial azulgrana en la Tercera División, con el propósito de incluir a los oscenses dentro de las posiciones que permiten luchar por la promoción de ascenso a Segunda División. El club termina en séptima posición a tres puntos de lograr su meta.

#### Segundo ascenso a la Segunda División
De cara a la siguiente temporada, el exjugador azulgrana Luis Helguera pasaba a ocupar la dirección deportiva y Luis García Tevenet llegaba procedente del Fútbol Club Cartagena para ejercer como nuevo entrenador, tras no ser renovado David Navarro Arenaz. El fracaso que supuso la no consecución del ascenso junto con la reducción del presupuesto supuso un cambio drástico en la plantilla, solo cinco jugadores continúan respecto a la anterior campaña, que se vio reforzada con varios jugadores procedentes de su equipo juvenil, subcampeón de su grupo en la anterior temporada. 
En Copa del Rey, tras superar tres rondas, se alcanzaban los dieciseisavos de final donde caería eliminado por el Fútbol Club Barcelona, que a la postre sería el campeón de la competición. Por otra parte, en la competición liguera, se proclamaba por primera vez campeón de su grupo en Segunda División B y disputaría la promoción de ascenso en primer lugar contra el Nàstic de Tarragona, tras la derrota el club oscense jugaría la segunda eliminatoria contra el Racing de Ferrol y por último al Huracán Valencia, derrotando así al Huracán 3-1 como resultado global; proclamándose así nuevo equipo de segunda división para la temporada 2015/2016.

#### En Segunda cada vez más arriba
Por primera vez en su historia, se clasifica a los playoffs de ascenso a LaLiga tras acabar 6.º en LaLiga2 2016/17.
En 2019 se descubrió documentación que probaba el amaño de partidos en esta temporada

#### Ascenso a primera
Al año siguiente, tras una temporada en la que el equipo se mostró a un gran nivel y con pocos tropiezos, logra por primera vez en su historia el ascenso a la primera división tras vencer el 21 de mayo de 2018 al CD Lugo por 0-2 como visitante en la jornada 40, ya que sobrepasaba en 7 puntos al tercer clasificado cuando quedaban sólo 6 en juego. Se convirtió así en el equipo número 63 en jugar en la Primera División.

#### Primera división
El 19 de agosto de 2018 jugó su primer partido en Primera división, contra la S.D. Eibar en el Municipal de Ipurúa logrando conseguir una histórica victoria por 1-2 con 2 goles de Álex Gallar  para el conjunto oscense y Gonzalo Escalante para el conjunto armero. El 14 de septiembre después de 3 partidos fuera, disputaría su primer partido en casa contra el Rayo Vallecano, el partido terminaría con victoria rayista por 0-1. Tras perder por 1-0 contra el Real Valladolid destituyen a Leo Franco como entrenador, el equipo marchaba último con 5 puntos de 24. El resto de la temporada el equipo circula en puestos de descenso teniendo opciones matemáticas de salvación hasta la jornada 36 que tras perder 2-6 contra Valencia CF el equipo desciende a Segunda División.

#### Regreso a Segunda División
La temporada 2019/20 el equipo regresa a Segunda División en la que deambula en los puestos de playoff de ascenso hasta el parón en marzo debido a la pandemia COVID-19. Tras la vuelta al fútbol en junio el equipo cosecha buenos resultados y aprovecha las malas rachas de otros aspirantes al ascenso como Real Zaragoza, UD Almería y Girona FC para escalar posiciones, y finalmente acabar la competición en primer lugar.

### Década de 2020

#### Segundo ascenso a Primera
Finalmente el 17 de julio de 2020, ascienden a Primera División de España tras ganar por marcador de 3-0 al CD Numancia y las derrotas de Almería y Zaragoza contra Ponferradina (2-1) y Albacete (4-1) respectivamente en la jornada 41.
El 20 de julio de 2020 se proclaman campeones de Segunda División de España tras ganar 0-1 al Real Sporting de Gijón.
En la temporada 2020/2021 la SD Huesca vuelve a Primera División, manteniendo al entrenador, Michel Sánchez, y buena parte de los jugadores que venían de Segunda División, y reforzándose con varios fichajes como Sandro, Gastón Silva, Borja García o Pablo Mafeo. 
Sin embargo, la temporada no empezó bien para la SD Huesca que no ganó su primer partido hasta la jornada 13, contra el Alavés. Los malos resultados, con una victoria en 18 jornadas provocan la destitución de Míchel y su sustitución por Pacheta, antes del final de la primera vuelta. El equipo reacciona en la segunda vuelta y llega a la última jornada dependiendo de sí mismo, pero un empate contra el Valencia y la victoria del Elche, le condenan de nuevo a Segunda División.

### Al borde de la desaparición
El club estuvo cerca de que se vendiera a dos grupos extranjeros: Kronos y Rola. En agosto de 2024, con el club cerca del concurso de acreedores, una aportación de 6,1 millones de euros por parte de los grupos Costa y Arqa hacia viable la ampliación de capital. Sin embargo, esto no garantizó la estabilidad. La gestión del club pasó a manos de Ricardo Mur del grupo Arqa.

## Uniforme

### Actual uniforme
Los diseños de la equipación para la temporada 2023-24 son:
- Uniforme local: Camiseta azul marino con franjas verticales rojas, pantalón azul marino con detalles rojos y medias azul marino con una línea horizontal roja.
- Uniforme visitante: Camiseta blanca con la Cruz de San Jorge, bandera de la provincia de Huesca, pantalón blanco y medias blancas con una línea horizontal roja.
- Uniforme alternativo: Camiseta verde con detalles en color blanco, pantalón y medias verdes.

### Evolución del uniforme
| 2018-2019 | 2019-2020 | 2020-2021 | 2021-22 | 2022-23 | 2023-24 |

## Infraestructura

### Estadio

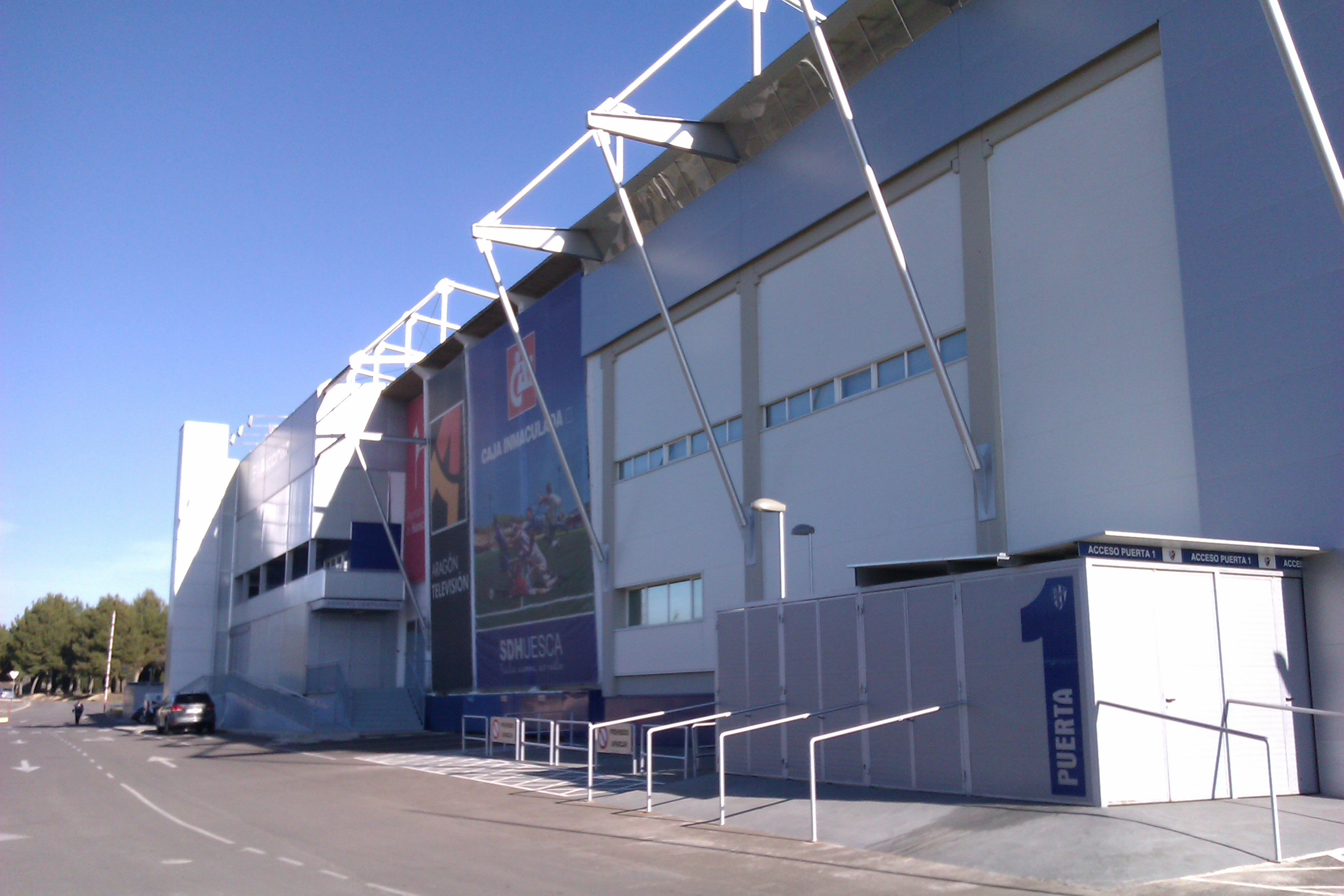
Vista exterior del Estadio El Alcoraz.

Anteriormente el Huesca jugó en el Campo de San Jorge. Este estadio, inaugurado en 1945, tenía capacidad para 2000 espectadores.
Durante la temporada 1971/72 se decidió construir un nuevo campo de fútbol para la Sociedad Deportiva Huesca y sería el tercer campo del equipo situado en las inmediaciones del cerro de San Jorge. Durante los primeros años a la inauguración del estadio se le quiso dar cierta importancia al otorgar partidos relevantes para su categoría como la vuelta de la final de la Campeonato de España de Aficionados de 1974.
Hasta 2018 el estadio de El Alcoraz tenía una capacidad de 5500 personas y se le han ido renovando algunas partes tras haber logrado el ascenso a Segunda, han colocado asientos en la grada de general, preferente y tribuna, banquillos y todavía se están mejorando otras zonas del campo.
Tras el ascenso histórico de la S. D. Huesca a la Primera División de España en el año 2018 se ha realizado un anteproyecto en el cual se aumentarán las localidades de 5500 a 7500. Entre sus mejoras destacan la ampliación de la Tribuna Norte, además de que se añadirá una cubierta a esta zona y se realizará un movimiento de las torres de iluminación del interior del campo al exterior de este. Finalmente se consiguió una capacidad para 7638 espectadores. Durante el año 2020 y 2021 aprovechando la Pandemia y la prohibición de asistencia a los campos, se procedió a la ampliación de la última Tribuna que faltaba en General para llegar a los 9128 espectadores que tiene actualmente el Alcoraz.

## Organigrama deportivo

### Jugadores
| Máximos goleadores | Máximos goleadores | Máximos goleadores | Más partidos disputados | Más partidos disputados | Más partidos disputados |
| ------------------ | ------------------ | ------------------ | ----------------------- | ----------------------- | ----------------------- |
| 1.                 | Juanjo Camacho     | 86 goles           | 1.                      | Juanjo Camacho          | 416 partidos            |
| 2.                 | Roberto            | 71 goles           | 2.                      | Pulido                  | 245 partidos            |
| 3.                 | Melero             | 26 goles           | 3.                      | Ferreiro                | 217 partidos            |
| Ver lista completa | Ver lista completa | Ver lista completa | Ver lista completa      | Ver lista completa      | Ver lista completa      |

### Plantilla
- Los jugadores con dorsales superiores al 25 son, a todos los efectos, jugadores de la S. D. Huesca "B" y como tales, podrán compaginar partidos con el primer y segundo equipo. Como exigen las normas de LaLiga, los jugadores de la primera plantilla deberán llevar los dorsales del 1 al 25. Del 26 en adelante serán jugadores del equipo filial a efectos del primer equipo.
- Los equipos de la Segunda División de España están limitados a tener en la plantilla un máximo de dos jugadores sin pasaporte comunitario. La lista incluye solo la principal nacionalidad de cada jugador, algunos de los jugadores no europeos tienen doble nacionalidad de algún país europeo o bien su país tiene un acuerdo de no-restricción europea:
  - Ayman Arguigue no ocupa ficha de extracomunitario por el Acuerdo de Asociación con la Unión Europea.

## Entrenadores

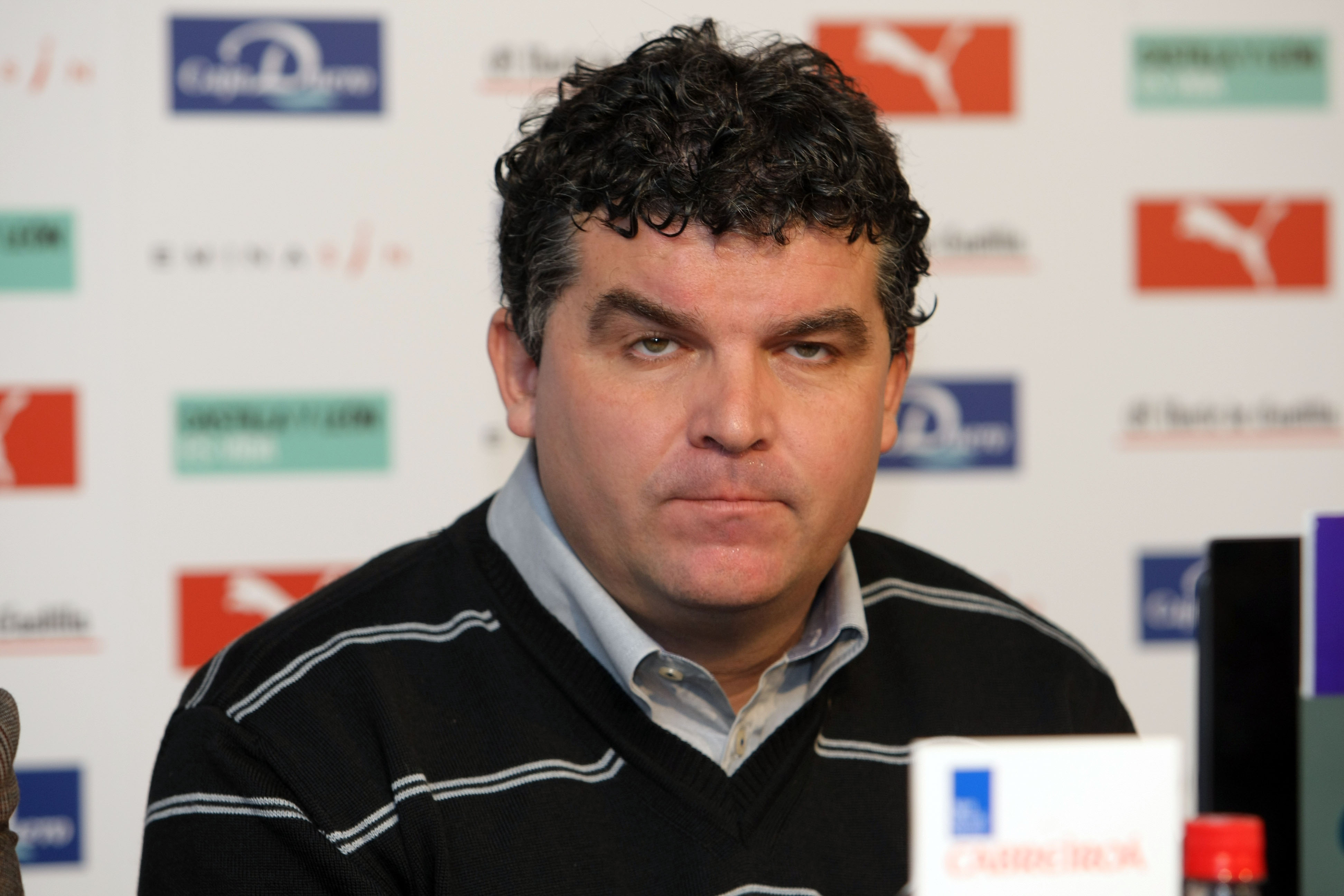
Onésimo Sánchez dirigió al club en dos ocasiones.

### Cronología
| - Traid (1969-70) - Pedro Lasheras (1975-77) - Luis Costa (1977-78) - Juan Mari Lasa (1980) - Luis Ausaberri (1980) - Rafael Teresa (1980-81) - Luis Ausaberri (1981-82) - Luis Costa (1982) - Ignacio Rojas (1982-84) - Gustavo De Simone (1990) - Jesús Cambra (1990-91) - Manolo Villanova (1991-92) - Luis Ausaberri (1992-93) - Pedro Polo (1995) - Juanjo Díaz (1995-96) - Manuel García Calderón (1996-97) | - Juan Carlos Garde (1997) - Vicente Arilla (1998-2000) - J.C Beltrán Afoiz (2000-2001) - José Luis Arjol (2001) - Ismael Díaz (2001-02) - Alberto Berna (2002) - J.C Arribas (2002-2003) - Txuma Martón (2003-2004) - J.C Beltrán Afoiz (2004) - Ángel Chamarro (2004-05) - Fabri González (2005) - Anquela (2005) - Miguel Ángel Sola (2005-06) - Manolo Villanova (2006-08) - Onésimo Sánchez (2008) - Antonio Calderón (2008-10) - Onésimo Sánchez (2010-11) - Ángel Royo (2011) - Quique Hernández (2011-12) - Fabri González (2012) - Antonio Calderón (2012) | - Ángel Royo (2012) - Jorge D'Alessandro (2013) - Pablo Alfaro (2013) - David Amaral (2013-14) - David Navarro Arenaz (2014) - Tevenet (2014-15) - Anquela (2015-17) - Rubi (2017-18) - Leo Franco (2018) - Francisco (2018-19) - Míchel (2019-21) - Pacheta (2021) - Ignacio Ambriz (2021) - Xisco Muñoz (2021-22) - Cuco Ziganda (2022-2023) - Antonio Hidalgo (2023-25) - Sergi Guilló (2025-Act) |

## Filialidades
Desde 2011 hasta 2019 la Agrupación Deportiva Almudévar fue equipo filial de la Sociedad Deportiva Huesca, habiendo competido desde esa temporada continuadamente en la Tercera División de España.
Una vez confirmado el ascenso del club oscense a Primera División, se firma en junio de 2018 un acuerdo de filialidad con el Club Deportivo Teruel por tres años. El equipo turolense días antes había recuperado la categoría de Segunda División B de España, teniendo así con ambos conjuntos, Almudévar y Teruel, estructurada la progresión de los futbolistas de cantera, hasta que su filial propio, la Sociedad Deportiva Huesca "B", refundado en la temporada anterior, volviera a categorías competitivas, ya que esa campaña competiría en la Primera Regional de Aragón. Al finalizar la temporada se da por concluida la relación de filialidad entre turolenses y oscenses, ya que uno de los requisitos era que los dos clubes se mantuvieran en sus respectivas categorías.
De cara a la temporada 2019-20, el acuerdo de filialidad se realiza entre la Sociedad Deportiva Ejea y la Sociedad Deportiva Huesca, toda vez que fueron liquidadas las filialidades con el Almudévar y el Teruel.
Para la temporada 2020-21 la Sociedad Deportiva Huesca "B" regresaría a la Tercera División de España. La relación de filialidad con la Sociedad Deportiva Ejea, se modificaría para dar lugar a convenio de colaboración entre ambos clubes.
En la misma temporada la Sociedad Deportiva Huesca "B" conseguiría el ascenso a Segunda División RFEF, tras vencer 2-1 en la final de ascenso al Club Deportivo Cuarte.

## Datos del club
- Temporadas en Primera División: 2.
- Temporadas en Segunda División: 13 (incluyendo la 2024-25).
- Temporadas en Segunda División B: 18.
- Temporadas en Tercera División: 30.
- Clasificación histórica de la Primera División de España: 55.º.
- Clasificación histórica de la Segunda División de España: 42.º.
- Clasificación histórica de la Segunda División B de España: 64.º.
- Clasificación histórica de la Tercera División de España: 118.º.
- Mejor puesto en Primera División: 18.º (2020-21).a
- Peor puesto en Primera División: 19.º (2018-19).a
- Más partidos disputados: Juanjo Camacho (416), Roberto (220), Lluís Sastre (207).c
- Más minutos: Juanjo Camacho (32 148), Garde (17 374), Luis Helguera (16 709).c
- Más goles: Juanjo Camacho (86), Roberto (71), Palacino (31).c
- Expulsado más veces: Luis Helguera (10), Corona (9), Sorribas (7).c
- Más temporadas en el equipo: Juanjo Camacho (12), Camarón (9), Ausaberri (9).c
- Mayor goleada conseguida:
  - En casa: S. D. Huesca 4-0 Real Valladolid C.F. (2018-19).a
  - Fuera: Girona F.C. 0-2 S. D. Huesca (2018-19).a
- Mayor goleada encajada:
  - En casa: S. D. Huesca 2-6 Valencia C. F. (2018-19).a
  - Fuera: F. C. Barcelona 8-2 S. D. Huesca (2018-19).a

Datos referidos a:
a La Primera División de España.
b La Segunda División de España.
c Todas las competiciones oficiales disputadas (Primera, Segunda y Segunda División B, Copa del Rey, Copa de la Liga, y promociones de ascenso y permanencia de Primera, Segunda y Segunda B).

## Palmarés
Nota: en negrita competiciones vigentes en la actualidad.
| Competición nacional                      | Títulos                                               | Subcampeonatos                                                 |
| ----------------------------------------- | ----------------------------------------------------- | -------------------------------------------------------------- |
| Segunda División de España (1/1)          | 2019-20.                                              | 2017-18.                                                       |
| Segunda División B de España (1/2)        | 2014-15.                                              | 2006-07, 2007-08.                                              |
| Tercera División de España (6/7)          | 1966-67, 1967-68, 1984-85, 1989-90, 1992-93, 1993-94. | 1962-63, 1964-65, 1975-76, 1985-86, 1994-95, 1999-00, 2002-03. |
| Campeonato de España de Aficionados (1/0) | 1974.                                                 |                                                                |
| Copa Federación (0/1)                     |                                                       | 2005-06.                                                       |

| Competición regional                      | Títulos                                      | Subcampeonatos                      |
| ----------------------------------------- | -------------------------------------------- | ----------------------------------- |
| Copa Federación (5/4)                     | 1993-94, 1994-95, 2002-02, 2004-05, 2005-06. | 1996-97, 1999-00, 2000-01, 2006-07. |
| Regional Preferente de Aragón (2/0)       | 1961, 1974.                                  |                                     |
| Campeonato de Aragón de Aficionados (1/0) | 1974.                                        |                                     |

## Trofeos amistosos
- Trofeo Ciudad de Teruel (2): 2009, 2011.
- Trofeo Ciudad de Lérida (1): 2010.
- Trofeo Ciudad de Zaragoza (1): 2010.
- Copa Pirineos (1): 2023.